# 伊丹市立伊丹特別支援学校
伊丹市立伊丹特別支援学校（いたみしりつ いたみとくべつしえんがっこう）は、兵庫県伊丹市にある公立特別支援学校である。

## 沿革
1972年の開校時は兵庫県下では9番目の肢体不自由養護学校であった。唯一の市立養護学校（特別支援学校）であるため特別支援教育に係るセンター校としての役割も担っている。
- 1970年（昭和45年）4月 - 伊丹市立天神川小学校肢体不自由学級を設置。
- 1972年（昭和47年）4月 - 伊丹市立伊丹養護学校として設立。
- 2009年（平成21年）4月 - 伊丹市立伊丹特別支援学校に名称変更。

## 学部
- 小学部
- 中学部
- 高等部

## アクセス
- JR西日本福知山線伊丹駅・阪急電鉄伊丹線伊丹駅から伊丹市営バス2系統に乗車、「スポーツセンター前」バス停下車、北へ徒歩5分[2]。